# Liste ehemaliger Gemeinden in der Präfektur Tokio
Diese Liste führt alle ehemaligen Gemeinden in der japanischen Präfektur Tokio (Tōkyō-to, vor 1943 Tōkyō-fu) seit der Modernisierung der Kommunalordnungen 1888/89 (shisei, chōsonsei; 1888 erlassen, in Tokio beide 1889 umgesetzt) auf. Nach der Übertragung des Tama-Gebiets von der Präfektur Kanagawa 1893, durch die die Präfektur Tokio abgesehen von kleinen Veränderungen ihren heutigen Gebietsstand erreichte, gab es zunächst über 170 Gemeinden, seit 2001 bestehen heute noch 62, von denen nur wenige durchgehend seit 1889 existieren.